# Kyau & Albert
Kyau & Albert ist ein Trance-DJ- und Produzententeam aus Löbau. Mit der Single „Outside“ wurden sie 2001 unter dem Titel Kyau vs. Albert bekannt, seit 2006 nennen sie sich Kyau & Albert.
Die von Kyau & Albert produzierte Musik wird von vielen als Neotrance bezeichnet, der Begriff ist jedoch allgemein umstritten. Gemeinsam leiten sie das Label Euphonic.

## Bandgeschichte
1994 lernten sich Ralph Kyau und Steven Moebius Albert erstmals kennen. Beide hatten schon vorher Musik produziert. 1996 wurde die erste gemeinsame Single Let me in unter dem Namen „Kyau vs. Albert“ veröffentlicht. 1997 gründen sie die gemeinsame Plattenfirma Euphonic und nehmen verschiedene Künstler unter Vertrag. Im Jahre 2002 gelang ihnen ihr bis heute wahrscheinlich größter Erfolg mit der Single Save me. Sie erreichte in den deutschen Verkaufs-Charts Platz 44.
Nach fast einem Jahr Arbeit veröffentlichten Kyau vs. Albert im August 2004 in Deutschland ihr erstes Album mit dem Titel Here We Are Now. Im selben Jahr remixten sie Jump The Next Train von Young Parisians und landeten damit weltweit einen Club-Hit. Ein Jahr später erschien ihr Album auch in den USA, Russland und Asien, wodurch natürlich ihre Bekanntheit wuchs. Im Jahr 2006 brachten Kyau vs. Albert ihr zweites Album namens Worldvibe mit der Single Are you fine? auf den Markt. Ab diesem Jahr nannte sich das Duo Kyau & Albert. 2007 wurde ihr Label Euphonic 10 Jahre alt. Um den Erfolg des Labels zu feiern, starteten sie die 10 Years Euphonic Tour.
Kyau & Albert stehen auch in engem Kontakt zur englischen Trance-Scene. In der wöchentlich gesendeten Radioshow „Trance around the World“, kurz „TATW“, sind sie mit ihren Veröffentlichungen und als Gast-DJs regelmäßig präsent. Die Show wird von dem englischen Label Anjunabeats präsentiert. Zusammen mit Above & Beyond, die dieses Label betreiben, waren Kyau & Albert auf der 300.-TATW-Party als Support in Moskau vertreten.

## Trivia
- 2002 entdeckten Kyau & Albert das ägyptische Trance-Duo Aly & Fila,[2] die als Vorreiter des heutigen Uplifting Trance gelten.

## Diskografie

### Alben
1. 2004: Here We Are Now (euphonic)
2. 2006: Worldvibe (euphonic)
3. 2009: Best of 2002–2009 (euphonic)
4. 2013: Nights Awake (euphonic)
5. 2015: Distant Lights (euphonic)
6. 2017: Matching Stories (euphonic)
7. 2018: Neverlost (euphonic)
8. 2019: Euphonic 300 (euphonic)
9. 2022: 25 Years (euphonic)
10. 2024: All In Good Time (euphonic)

### Singles
1. 2000: Great/Loebau (euphonic)
2. 2001: Outside (euphonic/wea)
3. 2002: Save Me (euphonic/wea)
4. 2003: Velvet Morning (mit Damae) (euphonic)
5. 2004: Not With You (euphonic)
6. 2006: Walk Down/Kiksu (euphonic)
7. 2006: Are You Fine? (euphonic)
8. 2006: Kiksu (Anjunabeats)
9. 2007: Seven Skies (euphonic)
10. 2007: Megashira (mit Marc Marberg)
11. 2007: Always A Fool (euphonic)
12. 2008: Orange Bill / Neo Love (mit Marc Marberg) (euphonic)
13. 2009: Hide & Seek (euphonic)
14. 2009: Be there 4 U / Hooked on Infinity (euphonic)
15. 2009: I Love You (euphonic)
16. 2010: Once In A Life (euphonic)
17. 2010: Painkillers (euphonic)
18. 2010: Anphonic (with Above & Beyond) (Anjunabeats)
19. 2011: A Night Like This (euphonic)
20. 2011: Barbizon (euphonic)
21. 2011: On The Way (euphonic)
22. 2011: Kyau & Albert – 15 Years Part 1 (euphonic)
23. 2011: Kyau & Albert – 15 Years Part 2 (euphonic)
24. 2011: A Night Like This (euphonic)
25. 2011: Kyau & Albert – 15 Years Part 3 (euphonic)
26. 2011: Kyau & Albert – 15 Years Part 4 (euphonic)
27. 2011: Kyau & Albert – 15 Years Part 5 (euphonic)
28. 2012: Kyau & Albert – 15 Years Part 6 (euphonic)
29. 2012: Kyau & Albert – This Love (euphonic)
30. 2016: Kyau & Albert – Memory Lane (Anjunabeats)

### Remixe
- 2001: Mirco de Govia – Epic Monolith
- 2002: David Forbes – Questions Must Be Asked
- 2002: Sonorous – Second Sun
- 2003: Mirco de Govia – Things that Matter
- 2004: Young Parisians feat. Ben Lost – Jump The Next Train
- 2004: Sun Decade – Follow You
- 2005: OceanLab – Sirens of the Sea
- 2006: Gabriel & Dresden – Tracking Treasure down
- 2006: Schiller mit Jette von Roth – Der Tag… Du bist erwacht
- 2006: Above & Beyond – Alone Tonight
- 2006: Solid Sessions – Janeiro
- 2007: Cinema Bizarre – Lovesongs (They Kill Me)
- 2007: Ronski Speed – Love all the Pain Away
- 2007: Sebastian Sand – Strange Bends
- 2008: Lange feat. Sarah Howells – Out of the Sky
- 2008: Cressida – 6am
- 2008: Paul van Dyk – Complicated
- 2009: Ridgewalkers feat. El – Find
- 2009: Stoneface & Terminal – Santiago
- 2009: Cosmic Gate feat. Kyler England – Flatline
- 2010: Modulation – Spirits
- 2010: Faithless – Feeling Good
- 2010: Bent – As You Fall
- 2010: Super8 & Tab feat. Jan Burton – Empire
- 2011: Cressida feat. Roxanne Barton – Heart On My Sleeve
- 2011: Super8 & Tab – Empire
- 2011: Armin van Buuren feat. Ana Criado – Down To Love
- 2011: Above & Beyond feat. Zoë Johnston – You Got To Go
- 2011: Ferry Corsten – Check It Out
- 2012: Jaytech feat. Steve Smith – Stranger